# NGC 4676
NGC 4676 A / B, tzw. Myszy (również Arp 242) – para zderzających się galaktyk w gwiazdozbiorze Warkocza Bereniki. Nazwa odnosi się do charakterystycznego kształtu tej pary galaktyk, których znakiem rozpoznawczym są długie „ogony” gwiazd, rozciągające się daleko od obszaru zderzających się jąder. Pierwotnie były to sąsiednie galaktyki spiralne, obecnie jedna z galaktyk zatraciła już w znacznym stopniu swoją strukturę. Galaktyki te są obserwowane w drugiej fazie łączenia się i najprawdopodobniej w przyszłości zleją się w jedną galaktykę eliptyczną.
NGC 4676 odkrył William Herschel 13 marca 1785 roku, choć widział je w swoim teleskopie jako jeden podłużny obiekt.
Obie galaktyki mają aktywne jądra. Galaktyki te prawdopodobnie należą do Gromady galaktyk w Warkoczu Bereniki.